# لورا پرپون
 لورا هلن پریپون (انگلیسی: Laura Prepon؛ زادهٔ ۷ مارس ۱۹۸۰) یک هنرپیشه، صدا پیشه،تهیه‌کننده و نویسنده اهل ایالات متحده آمریکا است. وی از سال ۱۹۹۵ میلادی تاکنون مشغول فعالیت بوده‌است.
از فیلم‌ها یا برنامه‌های تلویزیونی که وی در آن نقش داشته‌است می‌توان به نارنجی مد جدید است، ذخیره مورد علاقه، تنبل‌ها و کارلا اشاره کرد.